# Ники Минаж
Оника Таня Мараж-Пети (на английски: Onika Tanya Maraj-Petty), по-известна като Ники Минаж (на английски: Nicki Minaj), e американска рапърка, певица и актриса.
Добива популярност през 2010 г. с издаването на дебютния си албум, Pink Friday. През 2012 г. издава своя втори студиен албум, Pink Friday: Roman Reloaded, който е последван с преиздаване, озаглавено Pink Friday: Roman Reloaded - The Re-Up. През 2014 г. на пазара излиза нейният трети студиен албум, The Pinkprint.

## Детство
Истинското ѝ име е Oника Таня Мараж. Оника е африканско име и означава воин. Родена е на 8 декември 1982 г. в Порт ъф Спейн и като малка живее в Сейнт Джеймс, предградие на столицата на Тринидад и Тобаго, Порт ъф Спейн.. Има двама братя, Макая и Джелани. Като малка живее с баба си, докато родителите ѝ търсят ново жилище за семейството в Куинс, Ню Йорк, САЩ. Един ден, когато момиченцето е едва на 5, майка ѝ просто идва и я взима, за да живее с нея в Куинс. По думи на певицата, баща ѝ пиел, дори взимал наркотици. Тя била още дете, когато той подпалил дома им умишлено, за да убие съпругата си (Карол Мараж), но тя успяла да се спаси. „Винаги това насилие над жените е било в главата ми“ – споделя Минаж в интервю. Тя има индийски и африкански корени. В основното училище Ники свири на кларинет. Завършва гимназия Ла Гуардия, където усъвършенства уменията си и започва първите си изпълнения на сцена. Записва се също и на уроци по актьорско майсторство. Смятала да се яви на прослушване и да пее, но прегракнала в деня на прослушването.

## Кариера

### 2003 – 09: Начало на кариерата
От 2003 до 2004 г. Ники е част от групата The Hoodstars. Те са издали само няколко песни. След това тя записва няколко кавъра. През 2008 г. тя е обявена за жена на годината в The Underground Music Awards. Записва Beam Me Up Scotty, което я издига на върха в MTV и BET. На 19 ноември 2010 излиза дебютният албум на Минаж, наречен Pink Friday. Включва сингли като Your Love, Check It Out, Right Thru Me и още девет песни, заели високи места в класациите. През октомври 2010 г. Ники става първият изпълнител с цели седем песни в Billboard Hot 100. Записва песни с вече доказали се професионалисти, като Давид Гета, Еминем, Дрейк, will.i.am, Риана и други.

### След 2009 година
През 2010 година издава Barbie World - четвърта, но неофициална микскасета. Включва нови и стари песни, които са издадени от Минаж. Някои от тях са Lil Freak, Up Out My Face, BedRock и Roger That.

### Кино
Така както я наричат феновете, „Queen of rap“, Ники участва в Barbershop3 с участието на Айс Кюб Тайга и други. Ники Минаж участва The Cleveland Show (Шоуто на Кливланд) като гост. Тя озвучава самата себе си в епизода „Menace II Secret Society“. Ники носи и много перуки, подобно на жените от анимацията Семейство Симпсън. Тя има и MTV документален филм, кратко участие във филма Stuck On Broke , озвучава Стефи в Ледена епоха 4: Континентален дрейф  и е част от журито на American Idol. Тя и Марая Кери се скарват на пресконференция. След това Марая пише в Twitter: „защо“. Тя има документални серии, наречени „Nicki Minaj: My Truth“, излъчващи се от 4 ноември до 18 ноември 2012. Първият епизод е излъчен на 4 ноември, вторият – на 11 ноември, а последният е излъчен на 18 ноември. Има и интернет серии „The Nekci Menij Show“, в които са направени пародии на Ники и други поп певици.
Участва във филма „Отмъщение по женски“ в ролята на секретарка на Камерън Диас. Озвучава Сугилит в „Стивън Вселенски“.

### Реклами
„Masquerade“ е част от рекламата „Adidas Originals Campaign“.
„Moment 4 Life“ е част от рекламата „Now In A Moment“ на Пепси.

## Стил
Тя е известна със странните си, но все пак провокативни костюми в клиповете си, както и с многото различни цветове на косата си. Сексуалната ѝ ориентация е оспорвана от много интервюта с противоречиви и неясни отговори.

### Музикален стил
В песните на Ники Минаж има много песни с по два стила. „Champion“ е рап балада. Тя е съчетавала също поп с рап.
Нейните стилове са:
- Поп
- Рап
- R&B
- Хип-хоп

### Алтернативни егота
Когато Ники е била малка, родителите ѝ все ѝ се карали и тя си представяла, че е друг човек. Първото ѝ алтер его е Куки. Алтер еготата ѝ са:
- Марта Золанскай – майката на Роуман. Участва в Moment 4 Life[30]
- Ники Леуински – участва в песните, в които Минаж пее нещо сексуално или провокативно
- Ники Тереза – тя помага на феновете си. Вдъхновена е от Майка Тереза[31]
- Нинджа Ники – известна е с рап-версиите срещу „хейтърите“ си в някои микстейпове.
- Роуман Золанскай e лудо момче, което живее в Ники, обяснява тя[32]. Участва в „Bottoms Up“[33][34]. Той е хомосексуален[35]
- Харажуку Барби е женствена. Участва в „Bed Rock“[36],Monster[37] и Поп песните на Ники.
- Никол е по-обикновена версия на Минаж. За първи път се появява в интервю за модното списание Ел с Ники.

## Дискография

### Студийни албуми[38]
- Pink Friday (2010)
- Pink Friday: Roman Reloaded (2012)
- The Pinkprint (2014)
- Queen (2018)
- Pink Friday 2 (2023)

### Преиздадени албуми
- Pink Friday: Roman Reloaded - The Re-Up (2012)[39]
- Beam Me Up Scotty (2021)

### Компилации
- Queen Radio: Volume 1 (2022)

### Миксирани ленти
- Playtime Is Over (2007)
- Sucka Free (2008)
- Beam Me Up Scotty (2009)

### Сингли
- Massive Attack (с участието на Шон Гарет) (2010)
- Your Love (2010)
- Check It Out (с участието на will.i.am) (2010)
- Right Thru Me (2010)
- Moment 4 Life (с участието на Дрейк) (2010)
- Super Bass (2011)
- Did It On 'em (2011)
- Girls Fall Like Dominoes (2011)
- Fly (с участието на Риана) (2011)
- Starships (2012)
- Right by My Side" (с участието на Крис Браун) (2012)
- Beez in the Trap" (с участието на Ту Чейнс) (2012)
- Pound the Alarm (2012) [40]
- Va Va Voom (2012)
- The Boys (с участието на Каси) (2012)[41]
- Freedom (2012)
- High School (с участието на Лил Уейн) (2013)
- Pills n Potions (2014)
- Bang Bang (с участието на Джеси Джей & Ариана Гранде) (2014)
- Anaconda (2014)
- Only (с участието на Дрейк, Лил Уейн & Крис Браун) (2014)
- Truffle Butter (с участието на Дрейк & Лил Уейн) (2015)
- The Night Is Still Young (2015)
- Trini Dem Girls (с участието на ЛънчМъни Люис) (2015)
- Make Love (с участието на Гучи Мане) (2017)
- Changed It (с участието на Лил Уейн) (2017)
- No Frauds (с участието на Дрейк & Лил Уейн) (2017)
- Regret in Your Tears (2017)
- MotorSport (с участието на Мигос & Карди Би) (2017)
- Barbie Tingz (2018)
- Chun-Li (2018)
- Bed (с участието на Ариана Гранде) (2018)
- Barbie Dreams (2018)
- Megatron (2019)
- Trollz (с участието на 6ix9ine) (2020)
- What That Speed Bout!? (с участието на Mike Will Made It и YoungBoy Never Broke Again) (2020)
- Do We Have a Problem? (с участието на Lil Baby (2021)
- We Go Up (2021)
- Super Freaky Girl (2022)
- Red Ruby The Sleeze (2023)
- Princess Diana (Remix) с Ice Spice (2023)
- Barbie World с Ice Spice (2023)
- Big Foot (2024)

## Турнета
- Pink Friday Tour (2012)
- Pink Friday: Reloaded Tour (2012)
- The Pinkprint Tour (2015)
- The Nicki Wrld Tour (2019)
- Pink Friday 2 Tour (2024)

## Продукти
Аромати:
- Pink Friday (2012)
- Pink Friday Special Edition (2013)
- Nicki Minaj Chips (2021)

## Награди и номинации

### Видео музикални награди на МТV
2010:
- Най-добър нов изпълнител (с песента „Massive Attack“, с участието на Шон Гарет) (номинирана)

2011:
- Най-добър женски клип (с песента „Super Bass“) (номинирана)
- Най-добър хип-хоп клип (с песента „Super Bass“)[42]
- Най-добър дует (с песента Moment 4 Life, с участието Дрейк) (номинирана)

2012:
- Най-добър женски клип (с песента „Starships“)[43]
- Най-добър хип-хоп клип (с песента „Beez in the Trap“) (номинирана)[44]

### Грами
2011:
- Най-добър рап дует (с песента My Chick Bad, с участието на Лудакрис) (номинирана)[45]

2012:
- Най-добро рап изпълнение (с песента Moment 4 Life, с участието на Дрейк) (номинирана)
- Най-добър нов изпълнител (номинирана)
- Най-добър рап албум (с албума Pink Friday) (номинирана)

### BET
Ники Минаж печели наградата за най-добра хип-хоп изпълнителка от BET 7:поредни години (2010 – 2011 – 2012 – 2013 – 2014 – 2015 – 2016)